# Micropholis maguirei
Espèce
Statut de conservation UICN

 NT  : Quasi menacé
Classification phylogénétique
Micropholis maguirei est une espèce de plantes à fleurs de la famille des Sapotaceae. C'est un arbre originaire d'Amazonie.

## Répartition
Endémique à la forêt amazonienne sur une aire restreinte du sud de l'État d'Amazonas au Venezuela et la partie correspondante de l'État d'Amazonas au Brésil.